# Sciara sciastica
Sciara sciastica är en tvåvingeart som först beskrevs av Samuel Wendell Williston  1896.  Sciara sciastica ingår i släktet Sciara och familjen sorgmyggor. Inga underarter finns listade i Catalogue of Life.